# 허버트 후버
허버트 클라크 후버(영어: Herbert Clark Hoover, 1874년 8월 10일~1964년 10월 20일)는 미국의 제31대 대통령이다. 광산업으로 크게 성공한 후에 난민 구제위원회를 만들어 활동을 한 공학자, 박애주의자이자 행정 관료이다. 제1차 세계 대전 때 난민 구제 위원으로 활동하였다. 1921년에는 미국의 상무 장관이 되었으며, 1928년에는 미국의 공화당 후보로 출마하여 제31대 미국의 대통령이 되었다.
후버는 원래 훌륭한 인격을 가진 인물이었고, 취임연설부터 "모든 차고에는 자가용을! 모든 냄비에는 닭고기를!"(A chicken in every pot, a car in every garage)이라 선언하였다. 그러나 경제대공황 시기에 대통령 자리에 있었고, 후버 자신이 잘못된 일을 하자 사람들은 “후버! 후버가 다 망쳐놓았다!”고 하였다. 이후 1932년 대통령 선거에서는 뉴딜정책을 공약으로 내건 프랭클린 루스벨트가 당선되었다.
오래도록 주변인 신세였던 아메리카 인디언들에게 참정권을 부여하였다.

## 어린 시절

3세때의 후버 (1877년)

아이오와주 웨스트브랜치의 퀘이커 집안에서 태어난 후버는 구제와 19세기의 작은 촌의 생활의 기쁨들을 둘다 경험하였다. 후반의 세월에 기쁨들에 관하여 그가 추억한 것들은 댐에 충분하게 큰 시냇물에서 수영을 하고, 들판들에서 야생 딸기를 먹고, 철도 선로를 따라 마노와 산호를 수집하였던 것이다. 소년 후버에 감동을 준 구제는 디프테리아, 폐결핵과 장티푸스로 자신들의 자식들과 인척들을 잃은 서부 개척자들에게 정통한 형성에 왔다. 허버트가 6세때 심장병을 오랫동안 겪어온 농기구 거래인 부친 제시가 사망하였다. 항상 신앙심이 깊은 그의 모친은 절제와 주일 학교 활동들에서 열심히 일하였다. 그가 9세때 모친이 겨울 여행으로부터 돌아오는 길에 폐렴으로 사망하자 고아가 된 후버는 오리건주에 있는 삼촌의 집으로 보내졌다.
1885년부터 1891년까지 오리건주에서 후버의 세월은 그를 비지니스에서 훈련시켰다. 그와 살던 엄격한 삼촌 존 민손(John Minthorn)은 의사, 퀘이커 목사와 작은 사립 상급 초등학교의 우두머리였으나 그의 중앙적인 흥미는 부동산이었다. 다옥의 위러미티 밸리로 정착자들을 유혹하는 꿈을 꾼 그는 자두나무의 과수원들을 위하여 어울리는 개발되지 않은 대지를 파는 데 뉴버그에서 세일런으로 이주하였다. 후버는 오리건 대지 회사의 나날의 운영들을 감시하는 데 고등학교를 중퇴하였고, 부기, 타자와 사무 실력들을 배우러 야간 학교에 참석하였다. 1890년대의 공황에서 몬손의 회사가 실패하기 전에 후버는 이미 스탠퍼드 대학교에 입학하기로 결정하였다.
1891년에 창립된 새로운 학교에서 체재를 차하는 데 자신이 첫 소년이으로 지내온 것을 주장한 후버는 이수 과정을 혁신하는 장점을 택하였다. 그는 지질학에서 가장 좋은 교육을 받아 존 브래너 박사 아래 학과에서 자신의 명예들 중의 대략 절반을 가져가 미국 지질조사국을 위하여 여름에 일하였다. 그는 또한 비지니스에서 경력을 지속적으로 하여 세탁과 신문을 팔았다. 그의 사회적 전만들은 그들의 속물의 거래에 동업자들을 위하여 그의 경멸감에서 자신들을 표현하였고, 그는 스탠퍼드 대학교에서 그 아무것에 가입하는 데 자신의 아들들을 허용하려고 하지 않았다.

## 광산 기술자

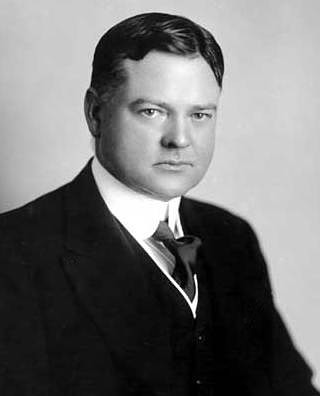
30대 광산 기술자 시절의 후버

1895년 지질학에서 문학사를 취득하면서 졸업 후, 후버는 캘리포니아주 그래스시티에 있는 리워드 금광에서 하루의 노동자로서 잠시 일하였다. 경험은 그에게 법적인 경우를 위하여 그래스밸리 광산들에 그의 실습적 상식을 필요하였던 중요한 샌프란시스코 상사와 직업을 획득하였다. 전환에서 이 일은 세계에서 지도적인 광산 고문회인 런던의 베윅·모라잉 회사의 하나와 함께 포지션으로 이끌었다.
웨스턴오스트레일리아주의 금광들의 무더운 황무지들에 일하는 데 기꺼이 하는 합격한 광산 기술자들을 위하여 절망적인 찰스 앨거논 모라잉은 후버를 1897년 거기에 보냈다. 그 일은 곧 성공적으로 런던에 전설적인 선스 오브 그왈리아 금광의 매입을 추천한 후버와 상사를 위하여 좋은 동의서였다. 그의 다른 추천들은 정통적으로 유리함을 증명하였고, 그는 광산 담당자와 비지니스 상담자로서 증가하는 다능을 보였다. 오스트레일리아의 미개척의 오지에서 생활은 쉽지 않았다. 밤에 마저 온도는 100° 위로 올라갔고, 과도한 노동에 의하여 가져와진 육체적 쇠약을 겪은 후버는 열린 수레의 뒤에서 매트리스에 누워 사막을 통하여 수백 마일을 여행하려고 했다. 오스트레일리아에서 3년을 보낸 후, 24세의 나이로 그는 자신의 범위에서 인정받은 성공과 권위였다. 그는 캘리포니아주 몬터리에서 온 스탠퍼드 대학교의 지질학을 주전공한 루 헨리에 전보를 쳐 자신에게 결혼하기를 요청하였고, 새로운 모험에 중국으로 그와 향하기 전에 1899년 결혼식을 올렸다.
베윅·모라잉 회사에 의하여 중국으로 보내진 후버는 대신 광대하고 유리한 석탄의 매장령을 개척하는 데 예정을 세웠다. 그는 1900년 의화단 운동이 일어나기 전에 중국 공학 광업 회사와 관계들을 설립하였다. 영국에 의한 보호를 위하여 교환에서 중국인들은 그 회사에서 공동 경영을 위한 교환에서 베윅·모라잉 회사에게 교역한 후버에게 회사를 넘기는 데 서명하였다. 의화단 운동이 일어나는 동안 중국에서 후버 가족은 톈진에서 잠시 가두어지고, 거기서 자신이 제1차 세계 대전이 일어나는 동안과 그 후에 성취하려고 한 유명한 업무로 비슷한 포위된 유럽인의 공동체를 위하여 구제 노력들을 수행하였다.
1901년 후버와 그의 부인은 런던에서 자신들의 집을 만들고 2명의 아들 - 허버트 주니어와 앨런을 두어 어쩌다 세계 주위에 광산 탐험 여행들에 그들을 데리고 다녔다. 이 해양의 항해에 후버는 그의 주목을 독서에 의지하여 스탠퍼드 대학교의 좁은 이수 과정에서 자신이 놓친 교양과목의 어떤 것들을 자신에게 주었다. 그는 또한 세계의 프로적 광산 잡지들에 나온 기술적 기사들을 쓰기도 하였다. 그와 루 여사는 1912년 자신들이 발간한 광산에 중세풍의 조약들 〈Latin of De re metallica〉로부터 번역을 지휘하고 주석을 달았다. 후버는 또한 지속적으로 공학의 새로운 전문직에 생각이 깊은 회담과 편집들을 하였다. 교과서 〈광업의 원리들〉(1909년)에서 그는 노동과 진보적인 거래들을 추천하여 집단적인 매매, 열심히 한 일을 위하여 높은 임금과 광산의 안전에서 향상들에 호의를 가졌다.
1900년 후에 후버의 가장 성공적인 모험적 사업들은 의지적인 수송 시스템에 가까운 어떤 비금속의 거대한 공급을 찾는 것에 연루되었다. 그는 필요한 기초적 미네랄들과 함께 철강업 같은 세계에서 성장하는 산업들을 공급하려고 하였다. 그는 자신의 거대한 성공들을 이루었으며 그 처음은 오스트레일리아의 뉴사우스웨일스주에 있는 브로큰힐에서 광재 더미들로부터 아연의 추출과 함께 고통적으로 느린 실험 후 자신의 형 시오도어의 도움과 함께였다. 그의 2번째 성공적 모험적 사업은 풍족한 양에서 은, 금과 아연을 생산한 버마 회사와 함께 사업이었다. 1914년까지는 1907년 이래 자신 소유를 운영한 후버는 모든 대륙과 샌프란시스코, 런던, 상트페테르부르크와 만달레이에 있는 사무소들에 중요한 투자들을 가졌다. 한번 그는 "만약 한 남성이 자신이 40세 때에 1백만 달러를 만들지 않았다면 그는 거의 가치가 없다."고 의견을 말하였다. 후버는 제1차 세계 대전의 시작에 대략 4백만 달러의 가치였다.

## 제1차 세계 대전과 구제 경영
1914년 제1차 세계 대전의 터짐이 후버를 위하여 우연한 시간에 왔다. 아마 러시아 제국을 제외하고, 귀금속과 비금속 둘다에서 광산의 붐이 그 자신을 쓰는 데 시작되고 있었다. 그는 공공적 관계들에서 이제 자신의 실력을 어떤 박애주의의 방향에서 고용을 생각하고 있었으며, 스탠퍼드 대학교에서 시험하고 광산 진흥의 자신의 세월에 구제하였다. 시어도어 루스벨트의 진보주의의 찬양자인 후버는 임명에 의한 사무직에서 정부의 업무의 어떤 세월들을 위하여 생각해왔다. 8월 전쟁이 일어난 때 그는 런던에 있었고, 주영 미국 대사 월터 하인스 페이지는 전쟁의 습격에서 오도가도 못해온 미국인들을 원조하는 데 그에게 의문하였다. 그는 후버가 자신들의 국가의 침입 후, 식량의 수입에 지금까지 의지한 벨기에인들을 위하여 식량을 마련하는 도움을 주는 데 후버가 파견되는 데 페이지 대사가 우드로 윌슨 대통령에게 추천한 이런 능률과 함께 이 일을 하였다.
다음 3년 동안 후버는 벨기에에서 구제를 위한 위임(CRB)을 인솔하였다. 독일과 영국 양국의 완고에 불구하고, 고압적이고 어쩌다 법적의 방법을 이용한 후버는 작은 나라로 식량의 확고한 흐름을 가져오는 데 세계적으로 해운업에 관한 자신의 상식을 이용하였다. 그는 자신의 업무에 충분한 기술과 행정적 실력들을 가져왔으나 특히 자신의 성격의 더욱 냉혹한 에너지와 강렬함을 가져왔다.
벨기에의 구제에서 후버는 열광적으로 "그 일은 인류의 원인에서 미국인들이 착수한 거대한 직업"이었다고 주장하였다. 결과는 "여태까지 보인 세계에 거대한 자선"일 것이었다. 후버는 자신에 수줍은과 광고에 반대로 남아있게 하였다. 그는 그렇게 보인 이런 것들을 위한 단순한 퀘이커의 혐오를 가졌는 데 퀘이커 정신에서 좋은 업무들은 만약 선전되었다면 더럽혀 질것이라고 하였다. 자신 일생의 전부에 후버는 수천개의 선광 처리들의 비밀을 만들었다.
의심할 나위 없이 야망적인 남자인 후버는 1917년 4월 나라가 정식으로 전쟁을 끝내기 더욱 이전에 윌슨 대통령으로부터 미국 식량 행정관의 직위를 추구하였다. CRB의 효과적에 의문하지 못한 윌슨 대통령은 후버에게 그 직업을 주었다. 후버는 벨기에에서 자신의 이른 업무가 전쟁 시기의 행정부를 위하여 유용한 모델이었고, "위대한 공학자"로 지내온 자신 소유의 평판이 전쟁을 이긴 도움을 주는 데 유일한 포지션에 자신을 놓은 것을 깨달았다. 그의 이름은 절약과 자제력과 함께 같은 뜻을 의미하게 되어 "후버화"는 "가치적 목적을 위한 경제화""로 의미하는 데 왔다.
선전은 식량 행정부의 주요 무기였다. 그 일은 고기 없고, 밀 없는 날들을 설교하였다. 대량의 캠페인은 특히 빵과 설탕의 보통 사용에 삭감으로 집 주인들의 통제의 것들에 명하였고, 학교와 교회들은 개혁 운동에 가입하였다. 아직 오히려 자유 지원제를 좋아한 후버는 정부가 보증한 밀의 가격을 세운 1917년의 수단 식량 지배 법령 같은 의회적 입법을 얻는 데 망설였다.
1919년 후버는 가끔 목적을 위하여 미국으로부터 빌린 유럽 정부에 팔면서 전쟁 시기의 식량 과잉의 거의를 처리하는 데 다루었다. 처리의 공적들에 무엇이든지 같은 이름을 지닌 사적인 1919년 중순에 대체된 공공적 대리 후버의 미국 구제 행정부(ARA)는 기대될 수 있던 것만큼 일을 잘 해냈다. 후버는 유럽에 가서 자신이 간 모든 곳에 관료적 형식주의를 통하여 대폭적으로 인하하였다. 교통과 통신의 유럽 시스템을 작용하지 않으면서 그는 자신 소유의 것을 창조하여야 했다. 후버는 법률을 위반하고, 새 법률을 만들어 식량을 가장 많이 필요하던 곳으로 그것을 얻는 데 국제 경계선의 존엄을 넘었다.
베르사유 평화 조약에서 특히 프랑스에서 온 대표들은 동유럽과 중유럽에서 볼셰비키-레닌주의의 진출을 단념시키는 데 후버에게 식량을 보휴하도록 강조하였다. 후버가 견실히 그렇게 하던지 아직도 논쟁의 문제이다. 정치적 목적을 위하여 후버의 가장 뻔뻔스러운 식략의 이용은 헝가리에서 반발적인 합스부르크가에 의한 쿠데타에 대항이었다. 헝가리를 위하여 볼셰비키-레닌주의자 쿤 벨러의 지도 아래 후버는 허용하지 않는 데 파리로부터 자신이 뚜렷한 지시들을 받았어도 나라로 가지고 들어가는데 이미 매입되어 온 식량을 허용하였다. 1919년 중반에 의하여 쿤이 정치적 사형들의 수백명에게 명령을 내린 후, 헝가리를 먹여살리는 데 후버의 근심은 중지되었고 그는 근본적인 노동 조합에 의한 정부의 축출을 환영하였다. 그에게 여러 것은 이 위기의 대지들의 연합국의 점령으로 오히려 좋아하는 것이었다. 굶주리는 독일인들을 먹여 살리는 것에 후버의 주장은 연합국들로부터 날카로운 비판을 받았다. 연합국들과 싸워 온 피폐한 나라들을 먹여 살리는 데 자신이 어떤 오히려 좋음을 주는 동안 그는 독일인들이 굶주리는 데 허용을 한 베르사유 평화 조약의 정치인들의 의지를 결십하였다.
후버의 구제 노력들의 그 후의 삽화적인 일이 1921년 ~ 23년의 대기근 동안의 소비에트 러시아에 왔다. 소련인들이 ARA에 운동의 자유를 보증받을 때 선적들이 대량에 시작되었다. 날카로운 반공주의가 후버가 하고 있던 것에 관하여 공공적 회합에서 불평을 할 때 그는 "2천 만명의 주민들이 굶주리고 있다. 그들의 정치들이 무엇이든지 그들은 먹여살려야 한다."고 답변하였다. 조지 케넌은 후에 "ARA가 혁명적 정부에 중요하게 원조하여 그 경제적 착수에서만 아니라 그 정치적 위신과 생존을 위한 재능에서이다."라고 진술하였다.

## 상무 장관

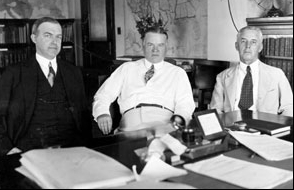
상무 장관 시절 보조인들 윌리엄 매크래켄(왼쪽)과 월터 드레이크(오른쪽)과 함께

1920년 주요 정당들의 어느 하나를 위하여 대통령 후보로서 자주 언급된 후버는 가능성에서 자격있는 흥미를 보였다. 그는 충성적인 윌슨주의자로 지내와 최소한 선전에 열렬히 국제연맹을 옹호하였다. 제2차 산업 회의의 부의장 (1919년 ~ 20년)으로서 그는 노동을 위한 단체 교섭의 원인을 제출하였다 그는 또한 적색공포의 원리들을 탄핵하기도 하였다. 그는 같은 달에 자신이 공화당원이었다는 것을 공고하였다. 워런 G. 하딩이 윌슨의 공공적 평판에서 쉽게 선거를 휩쓴 후, 새로운 대통령은 상무 장관이 되는 데 후버를 임명하였다.
후버는 능률과 표준화를 향상시키는 데 명령에서 정보를 교환하는 데 워싱턴 회담으로 산업의 대표들을 데려왔다. 대표들은 자신들의 추천들을 위하여 선전하는 데 회의의 분별에 동의하고 집에 돌아오려고 하였다. 후버의 직위로부터 받은 맹렬한 무역 협회의 운동은 가격 협정을 방지하는 데 미국 법무부의 노력들에 의하여 일시적으로 기가 꺾여졌다. 진보주의자들이 비지니스 개혁을 흥행하는 데 후버가 자신의 직무를 이용하고 있지 않았다는 것에 항의했을 때 그는 미국 상무부가 적당한 대리 업무가 아니었다고 답변하였다. 그러나 후버는 철강업에서 12 시간의 날을 끝내는 중요한 부분을 가졌고, 많은 역청탄 광산들에 일시적 노사 평화를 가져온 잭슨빌 동의서를 이겼다.

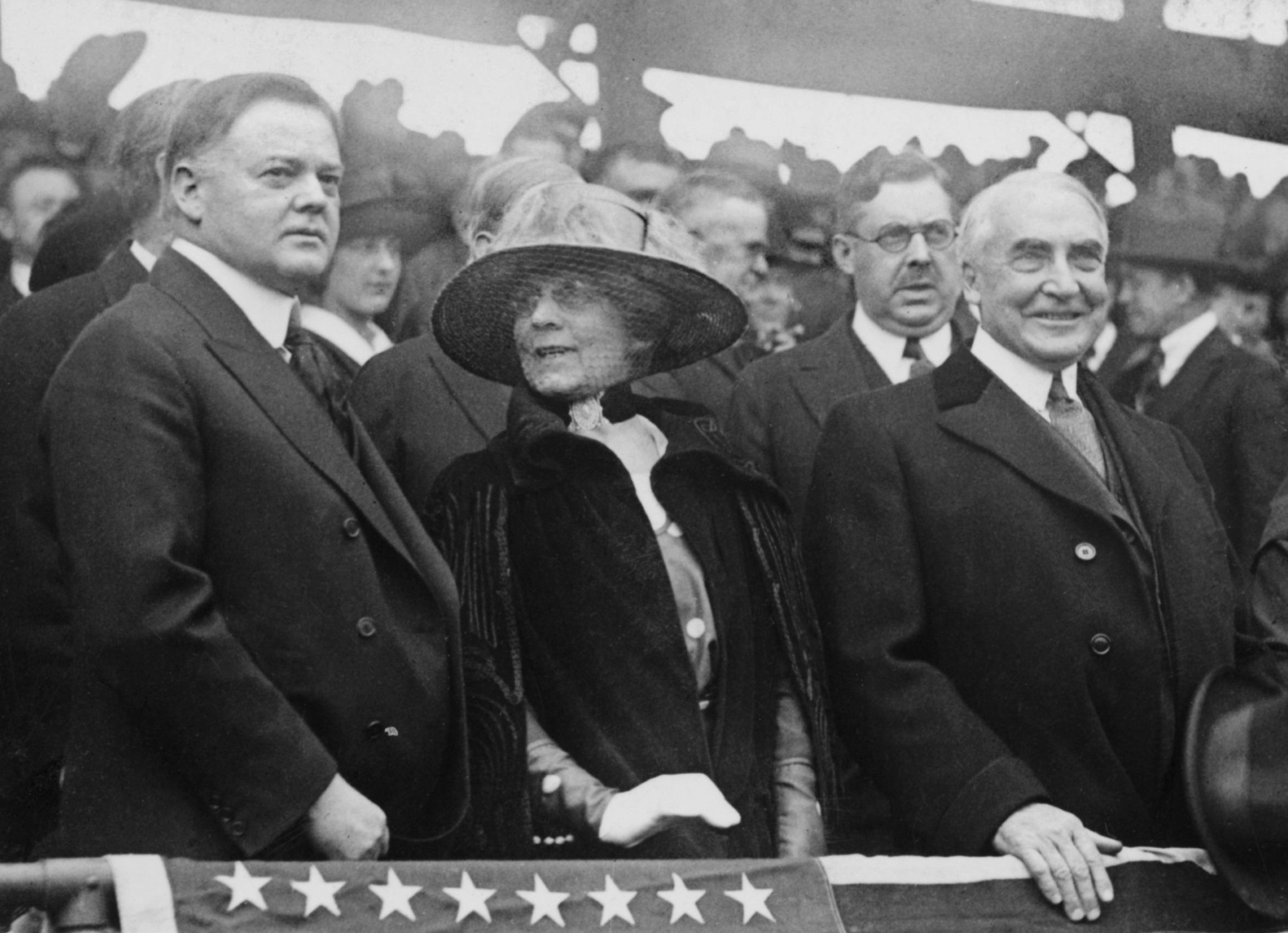
하딩 대통령 부부와 야구 경기를 관람하는 후버

후버는 자유롭게 유창한 국제 무역을 흥행하는 데 외교와 국내 상무국의 4중의 인원을 늘였다. 그 상무국은 한해에 수억 달러에 의하여 미국의 비지니스를 늘였다. 후버는 특히 라틴아메리카에서 군사적 모험 주의를 대체하는 데 상업적 확장을 특별히 원하였다. 그는 미국과 세계의 나머지 둘다로 더 높은 생활 수준을 가지고 오려고 한 국외로 미국의 상업적 역할을 증가시킨 신임의 문제로서 그것을 차지하였다. 비강압적인 의미들을 통하여 그는 군사력의 후원과 위험한 투자들로부터 미국의 공채들을 멀리 전환하는 데 노력하였다.
전쟁에서 해방된 세계에 의미들로서 상업의 번짐으로 그 위탁은 후버의 정신정에 관하여 위대한 정책을 말하는 데 이성주의에서 그의 신임, 순서적인 마음, 근대의 산업과 무역의 속행들, 개인적 경제 활동과 정부적 계획의 일할 수 있는 조합을 위한 그의 추구, 그리고 산업적이며 평화로운 세계의 퀘이커 교도 같은 전망이다.

공화당의 후버와 민주당의 앨 스미스 사이의 1928년 미국 대통령 선거의 결과를 보여주는 지도

1928년 대통령 선거 운동에서 후버는 금주법의 논점에 온건적인 진행을 택하여 자신이 조심성 있게 목적에서 멀리 도달과 주제에서 거대한 사회적과 경제적 "그 일이 미국인의 관념들을 지배하지 않은 재산의 권리들을 보였기 때문에 개혁에서 실험의 고귀함"으로 교제한 공부로 법률의 준수에 국내적 위임을 약속하였다. 후버는 "재산권들이 미국인들의 관념을 지배하지 않았다"고 보였기 때문에 개혁에서 시도를 존중하였다. 그러나 그는 또한 "정직한 재판"이 주어진 후, 금주법이 실패한 구제를 받아들이는 데 오기도 하였다.

## 대통령 재임

### 국내적 논쟁들

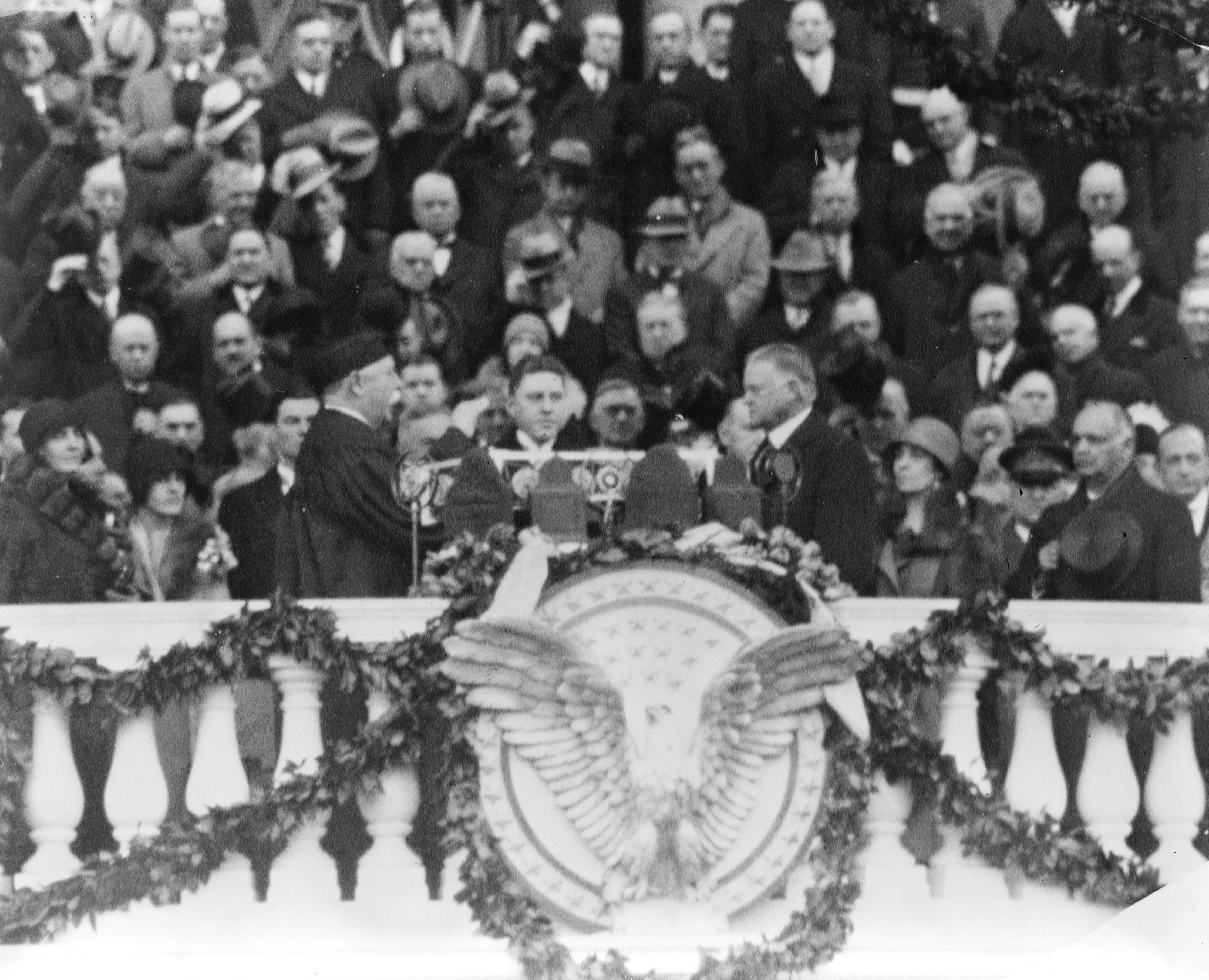
대통령 취임식을 올리는 후버

대통령으로서 1919년 적색공포로부터 정부가 정치적 포로들을 보유하였다는 1929년 제임 애덤스의 고소에 응답에서 공민의 자유들에 완벽한 기록으로부터 멀리 가져 자신이 조사할 수 있었고, 그런 포로들이 하딩의 행정부 동안 몇년 전에 석방되어 왔다고 답변하였다. 그는 또한 1928년과 1932년 양년에 자신을 투표한 애덤스를 충성의 선서로부터 생략된 말과 함께 그녀의 평화와 자유를 위한 여성 국제 연맹의 사무 총장을 승인한 여권을 주문하면서 애덤스를 기뻐하기도 하였다. 후버는 법무 장관 윌리엄 D. 미첼에게 자신의 권리들이 위반되어 왔는지 보는 데 캘리포니아주의 노동 희생자 토머스 J. 무니의 경유로 들다보는 데 의문하였다. 대통령은 또한 간첩망 조직을 포함한 방법들을 가진 화려한 금주법의 집행자 법무 수석 메이블 워커 윌리브란트의 사임을 확신시키기도 하였다.
상무 장관으로서 후버는 윌슨의 세월에 남부의 정책들 후에 영역에 인종 차별 대우 폐지로 향하여 어떤 단계들을 가져갔다. 최고 경영자로서 후버는 다른 20세기 초기의 대통령들보다 인종의 문제들에 자신의 의무를 잘 배제하였다. 시어도어 루스벨트처럼 후버는 현저한 흑인 터스키기 연구소의 로버트 모튼을 백악관에서 공공 의식에 초청하였다. 후버는 적게 다루기 쉬었던 전미 유색인종 지위 향상 협회의 W. E. B. 두 보이스에 터스키기 철학의 대표들을 오히려 좋아하였다. 시카고의 흑인 의원 오스카 드 프리스트의 부인은 국회 다과회에 왔다. 애덤스의 평화와 자유를 위한 여성 국제 연맹은 정식으로 행사에 후버 여사를 축하하였다. 자신의 대통령 사면의 권력 아래 후버가 감형한 첫 판결은 백인 여성을 살인함에 유죄 판결이 내려진 흑인의 것이었다. 범죄에 아무 목격자들이 나타나지 않았고, 평결은 강요한 자백으로 보인 것에 의지하였다.
후버는 날카롭게 하워드 대학교를 위한 충당을 늘였다. 그는 흑인들을 정부의 관리와 그런 지도하는 연방 가석방들 같은 평의회들로 임명하기 위한 필요성에 민감하였다. 대통령은 그들이 일한 대지를 사는 기회를 주는 양인종들의 물납 소작인들을 주는 재단들을 체출하였다.
린치의 주제에 "최근의 탐험과 함께 국가에 걸쳐 전부의 중요한 중심지들에 자리잡은 연방군의 기지들을 통하여 "그 일은 만약 시스템이 이런 활동을 신속하고 가능하게 만드는 의회에 의하여 권위를 가졌다면 지방 권위들의 보조로 즉시 그들을 데려오는 데 가능하다"고 수석인에게 암시하였다. 미첼에 의하여 헌법적인 억제력이 주립 정부로부터 요구 없이 연방군의 이용을 방지하였다고 조언을 받은 후버는 공공적으로 린치를 비난하였으나 그것에 대항하는 입법을 제공하지 않았다. 분명히 그는 계몽된 여론의 병력에 의지하였다.
아직 후버의 아래 공화당원들은 남부에서 흑인들을 당으로부터 내쫓고, 전쟁 장관 패트릭 헐리는 정기선에 유럽으로 향하는 도중에 제1차 세계 대전 사망자의 미망인들과 흑인 금성장의 모친들을 인종적으로 갈라놓았다. 후버는 또한 정부의 기획을 위하여 기용에서 인종 차별을 끝내는 데 거의 성취에 실패하기도 하였다.
퀘이커 교도들에게 흥미의 넓은 분야인 교도소 개혁에서 후버의 업무는 8개의 법안의 통과로 이끌었다. 그의 지명된 샌퍼드 베이츠의 지도 아래 연방교도부는 죄수들의 작업용 숙사를 설립하고, 새로운 연방 교도소와 소년원을 건설하면서 사람들을 많이 수용한 교도소를 완화하였다. 교도관들을 위한 연방 학교가 창설되었고, 전부의 교도소 고용인들은 공무원 행정 아래 왔다. 후버 행정부 동안 교육적 기회들과 보건의 이익들은 향상되었고, 가석방에 다수의 죄수들이 증가되었다.
다시 자신의 퀘이커 유산에 의하여 격려된 후버는 인디언 정책의 개혁을 추구하였다. 그는 인디언 정세국을 운영하는 데 자신이 필라델피아의 퀘이커 교도들 찰스 J. 로즈와 J. 핸리 스캐터굿을 선택할 때 좋은 임명들을 가졌다. 로즈는 부패와 워싱턴 D. C.에서 자신이 찾은 둔감에 의하여 간담이 서늘어졌으나 그의 행정부는 번역상의 것이며 많은 존경들에 그 자신과 함께 차이들에 있었다. 개혁에 관한 토론은 인디언들이 자신들의 별개의 문화, 사회, 경제와 종교적 주체성을 유지하는 데 용기가 주어지는 데 친등에 중심을 두었다. 후버 행정부가 로즈 아래 거의 2배로 정세국에 의한 지출들 - 인디언들을 귀하게 기른 정부의 사회 보장을 반대하였다. 돈은 주로 나은 학교와 보건을 위하여 갔다.
뉴딜정책의 국장 존 콜리어는 후에 후버 아래 시작된 인디언의 권리들의 인정에 "현실의 변천"으로 승인하였다.
선거 운동의 보증 수행에 1929년 봄에 의회의 특별 입회가 있던 후, 후버 대통령은 더 나은 경제적 시간들에 다시 팔릴 과잉들을 사는 데 모금된 5억 달러를 포함한 농업 시장 법령을 서명하였다. 연방 농업부는 농장의 가격들을 올리는 데 농산물들에 투기하였으나 유용하지 않았다. 농장의 가격들은 그해 10월 주식 시장의 폭락 후에 곧 위험에 빠지게 되었고, 평의회는 단지 구제의 대리가 되었다. 농부들이 곡물의 에이커 수를 줄이는 데 자발적으로 마음 내키지 않으면서 정부는 그들이 그렇게 하는 데 강요하지 못하여 1932년 ~ 33년 대공황이 종말로 도달하기 전에 평의회의 기금은 단순하게 다 나가고 말았다.
후버는 콜로라도강이 그 전기 에너지를 동력화하는 데 계획에 동의하러 흘러 그 홍수의 가능성을 통제하여 그 물들을 공명하게 분배하는 데 상주 장관이 주들을 통하여 설득시킨 동안 인상적인 기록을 만들었다. 후버 댐은 이 작업에 기념이다. 자신의 대통령 임기 동안 후버는 결국 세인트로렌스강의 수로의 개발을 위하여 캐나다와 조약을 협상할 수 있었다. 다른 프로젝트들 - 샌프란시스코 베이 브리지, 로스앤젤레스의 수로와 다양한 공공 사업들도 또한 그의 재직 기간을 특정을 이루었다.
환경 보호의 운동은 후버 아래 진보되었다. 숲의 대지의 어떤 추가적으로 2백만 에이커는 국내적 보호 지역들이 되었고, 국립 공원들의 지역은 40%에 의하여 증가되었다. 그러나 환경 보호에 후버의 위임과 공공적 소유지의 행정의 어떤 추천들은 야심을 품은 특성을 가졌다. 예를 들어 목초지 만을 위하여 대지들의 이용에 권리들이 주들에 돌려줘야 한다고 암시하였다. 후버는 움추리는 연방의 통제들의 개념을 좋아하였고, 주의 환경 목표들의 고지식한 아이디어를 가졌다. 그는 컬럼비아강에 그랜드 쿨리 댐을 세우기 위하여 계획들을 세웠으나 테네시강 유역을 개발하는 데 네브래스카주의 상원 조지 노리스에 의하여 제안이 거부되어 그 사회주의적 그 특성을 반대하여 타락으로 라벨을 붙였다.
미국 대법원으로 후버의 임명들은 보수적 성향이라기 보다는 자유주의를 반사하였다. 1930년에 임명된 재판장 찰스 에번스 휴스는 1930년대 뉴딜 입법에 비판적인 결정들의 대부분에 자유주의자들과 편을 먹기로 한 사법의 온건한 사람이었다. 판사 오언 로버츠는 1930년대 법정에 결정표로 1알려지게 되었다. 후버의 최종적 임명은 아마 자신의 최고였다. 자신의 성실과 지성으로 알려진 벤저민 카도조는 올리버 웬델 홈스 주니어의 자유주의 헌법적 철학과 함께 제휴하였고, 자신처럼 유대인이던 루이스 D. 브랜다이스는 법원에 앉아있었으며 유대인 반대자들이 2번째 유대인의 후보 임명에 항의하였다.

### 대공황

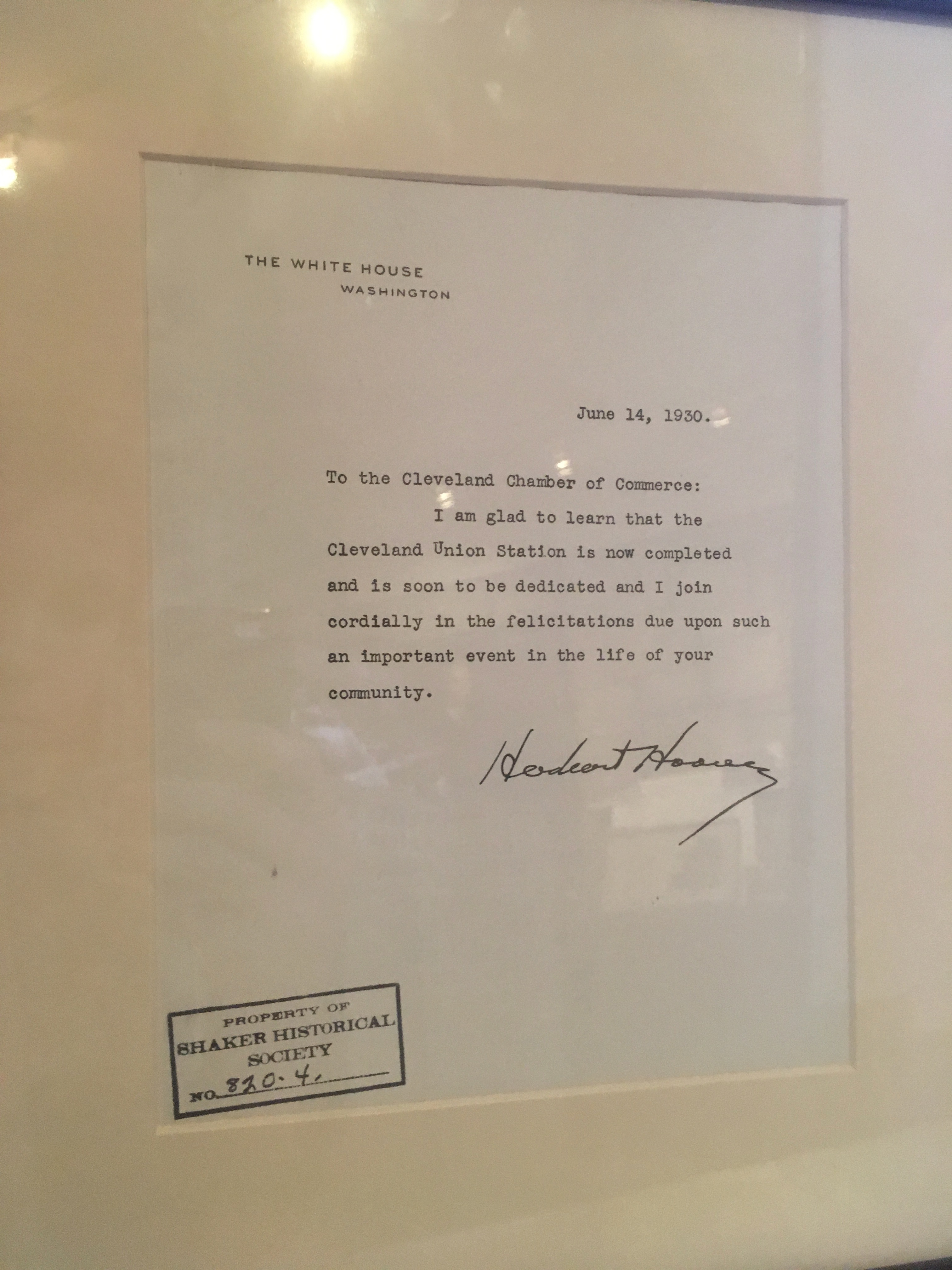
1930년 6월 14일 후버가 클리블랜드 상공 회의소에게 클리블랜드 유니언 터미널의 완공에 축하를 보낸 편지

후버는 주식 시장에 장기적으로 비판을 받은 사색을 가졌다. 그는 되풀이적으로 캘빈 쿨리지 대통령에게 개인 명의의 은행업과 재정적 실습들, 특히 내부의 교역과 고객들의 예금들을 위한 가가운 시장 가격에서 안전으로서 공공의 주식들의 이용에 추가적인 통제를 추구하는 데 의문하였다. 그는 또한 투기를 단념시키는 데 충분히 신용을 제한하는 데 연방 준비 회의 일원들을 몰아내기도 하였다. 그 회의는 혼란스러운 목표들을 속행하고 잘못된 논리를 보여 1927년 8월 3.5%로 후버의 전율에 재할인 비율을 떨어뜨렸다. 거기는 후버가 1929년 3월 대통령 직무에 들어갔을 때 억제된 주식 투기에 그가 할 수 있던 것이 약간 있었다. 그는 발행하는 데 마음 내키지 않는 재무 장관 앤드루 멜론를 위하여 진술문을 써 투기적인 주식들에 대조에서 보수적인 채권이 과소평가 되었다고 말하였다. 투기적인 주식에 강습이 당황을 시작할 수 있던 것에 위협을 느낀 후버는 그해 재할인 비율에서 상승을 추천에 관하여 신중하였다. 그러나 아마 후버가 할 수 있던 아무것도 그해 9월의 주식 시장의 폭락을 막을 수 없었다.
거기에는 어음을 발행하는 데 후버를 위한 약간의 역사적 대비들이 있었다. 후반의 20세기 수준들에 의하여 후버는 공황에 서서히 역행하기 시작하였으며, 초반의 안내들에 의하여 그는 주목할 만한 활동가였다. 그의 시초적 응답은 임금을 유지하는 데 경영을 설득시키고, 더욱 나가서 디플레이션을 방지하는 데 재정적 이익들의 일부에 방책들의 공동 관리를 몰아내는 것이었다. 산업과 노동 대표들의 단체들은 대통령의 초청에 워싱턴 D. C.에 왔그며, 둘다 심각한 위기를 막는 시도를 하는 데 실행을 택하였으나 유용하지 않았다. 후버와 미국 경제 협회는 둘다 비지니스의 부흥에 의하여 곧 따라지는 데 건전한 디플레이션을 예기하였다. 대공황이 1930년의 말기로 전세계의 범위들에 도달했을 때 후버는 공황에 깨끗하게 응답하는 데 실패하였다. 그는 증가한 공공 사업들과 균형이 잡힌 예산에 주로 의지하였으며, 1931년에 의하여 소심한 이 답변들은 분명히 재앙이었다.
후버는 그해 2월 만약 그렇지 않으면 갈망과 고통이 방지되지 못한다면 "내가 연방 정부의 모든 방책의 원조를 묻겠다."고 약속하였다. 그러나 그는 마지못해 연방 구제 만을 성원하러 왔다. 경제 설립의 생각은 비생산적으로 지내오면서 구제의 신중함이었고, 후버는 그것이 보조금 수색자들의 다수를 가져올 것이란 것에 위협을 느꼈다. 그러나 그는 광대한 연방 구제를 마련하는 데 자신의 주저를 위한 다른 이유들을 가졌고, 그들은 냉정하고 반동적인 후버에 귀착시킨 많은 역사적 학문으로부터 다른 종류의 사람들이었다. 자신의 대통령직 이전의 세월에 후버는 역사에서 어떤 가장 광대한 인도주의에서 숙고적인 활동력을 썼다. 그러고나서 자신의 퀘이커 신앙과 양육을 실행에 옮긴 그는 정신적으로 계몽된 일부에 사회적개혁과 동정심의 자발적, 합리적 행위에 시선을 돌렸다. 그렇게 보인 후버는 공황의 시기에 그것을 믿어 시민들은 이런 종류의 발의권을 가지고 가려고 했다. 그러고나서 그 일은 고통을 겪을 구제를 받는 자들의 의지 뿐만 아니라 후버는 가난한 자들이 자신을 핑계댄 우익의 국가에 주어지지 않았으나 후버가 그의 지지자들이 기근의 세월에 행동해 오면서 그렇게 해야 할 재산 소유주들의 의지였다.
관대한 행위에 후버의 신임과 그의 동료 시민들의 발의권은 경험이 없었고, 결국 그는 어떤 연방의 원조를 마련하는 데 오지 않고나서 뉴딜정책에 의하여 대체되어 그 일이 비참하게 소박함을 증명하였을 것이다. 그러나 일반 시민으로부터 그가 원하던 분배는 근로자들의 민주주의 안에서 민주주의가 남긴 계획들로부터 매우 멀지 않았다. 그 세월 이래 사생활의 가치들이 공공 시민권의 미덕 위에 격찬되는 데 와 협동의 진실에 후버의 믿음은 분명히 통쾌한 추억 만이 되었다.
1931년 후순에 효과적인 신용 협회를 형성하는 데 개인적 비지니스의 이익들을 설득시키는 비성공적인 시도가 있던 후, 후버는 1932년 1월 의회를 통과시킨 재건 재정 법인(RFC)의 창조를 배서하였다. 제1차 세계 대전의 전쟁 재정 법인에 기초를 둔 RFC는 은행, 주식회사와 농업 단체들에 돈을 빌려주려고 하였다. 그 시초적인 기부금들에 성향은 공화당이 큰 비지니스 기구들이 보통적으로 작용할 수 있을 때만 이익을 얻을 것에 의한 트리클다운 이론에 공화당이 호의를 가진 의무로 이끌었다. 위대한 법위로 의무는 엄밀하였으나 넓게 받아들여진 역사적 보고들은 구제를 위하여 연방 기금들을 마련하는 필요성을 후버가 최후적으로 본 것을 인정하는 데 실패하였고, 구제 목적들을 위하여 주들로 기금들을 빌려주는 데 RFC의 구실을 이용하였다. 그해 12월 기아 행진이 시작되었고, 다음 여름 유명한 보너스 아미 행렬에서 최고점에 달하여 필요성의 긴급을 각색하였다. 많은 잉여 농산물들이 실업자들에게 방출되었고, 1932년 초순에 후버는 구제를 위하여 주들로 RFC 기부금들에 3억 달러를 추천하였다. 1932년 중순에 후버가 결국 서명한 법률은 구제에 정부의 진행을 역전시켰다. 기부금들의 개념은 사실상 사라졌다. 기금들은 1935년에 예정인 고속도로 건설을 위하여 연방 원조의 밖으로 선불되었고, 주들은 후에 그것들을 다시 냈다.

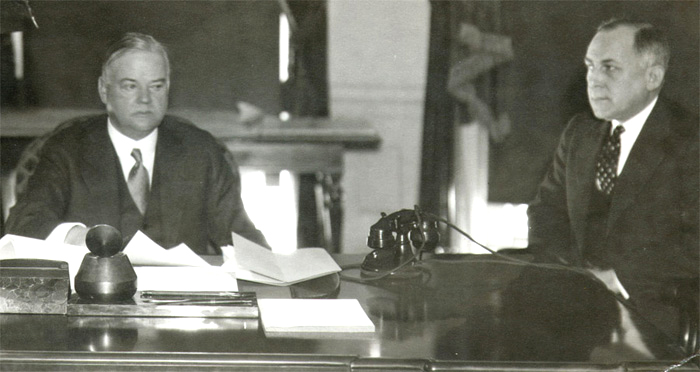
백악관 대변인 테드 조슬린과 함께 (1932년)

대통령 고용 긴급 위원회(PECE)는 실업률이 대략 11% 도달할 때 1930년 가을에 세워졌다. 1921년 후버의 실업 회담에 중요한 역할을 맡은 아서 우즈 대령의 지도 아래 PECE는 개인적 자선을 생산하는 데 힘썼고, 공공 사업들의 소비를 늘이는 데 후버와 의회에 설복하였다. 1931년 8월 PECE는 미국 전화 전신의 사장 월터 S. 기퍼드에 의하여 인솔된 대통령 실업 구제 기구(POUR)에 방향을 주었다. 확장시키고, 협동하고 향상시킨 구제 노력들의 어떤 일은 성취를 이루었으나 실업률은 아직도 더욱 증가되었다. 그해 초순에 후버는 공공 사업들을 일으키는 데 연방 안정 회의를 세운 와그너-그레이엄 안정 법령에 서명하였다. 공공 사업들은 1929년 후에 10년간의 세월을 통하여 증가되었으나 대량의 규모는 전혀 실현되지 않은 실업률을 회복하는 데 필요하였다. 그리고 1931년 의회에서 법은 연방 구제에 강하게 반대하는 것으로 남아있었고, 사회 근로자 국립 회의 마저 5월에 그들의 집회에서 원칙을 보증하는 데 거부하였다. 이 당시에 "후버빌스"(Hooverviles)라고 불린 오두막집들이 국가의 가장 큰 도시들에 자라나고 있었으며, 뉴욕의 리버사이드 공원은 그들 중에 원기 왕성하였다.
1932년 후버는 최소한 공공연하게 예산 균형의 경제적 정설에 지속적으로 부착하였다. 그래서 양당으로부터 후원 아래 국내 판매 세금이 거의 통과된 의회도 그렇게 하였다. 후버는 의원 찰스 크리스프에게 비망록에서 더욱 진보적인 감정을 표현하여 사치품에 더 높은 국내 소비세와 부자들에 더 높은 소득세르 위하여 주장하였다. 후에 후버는 높은 유산세가 본질적이었다고 말하였다. 1932년 세입 법령은 이 아이디어들의 대부분을 구체화하였다.

### 외교 관계
나쁜 교제들이 후버의 외교 정책을 지배할 무렵이었다. 선거 후에 라틴아메리카로 친선 순방에 후버는 쿨리지 아래 창설된 계몽의 정책을 수행하였다. 좋은 영향의 많은 것들은 외국 수입품들에 방책들을 올린 1930년 스뭇-홀리 관세법에 의하여 낭비되었다.
1931년에 의하여 유럽의 나리들은 세계적으로 대공황의 해독에 의하여 나쁘게 영향이 끼쳐져 왔다. 그들은 미국의 관세를 핑계대었으나 베르샤유 조약으로 돌아가 거슬러 올라갈 수 있던 경제적 붕괴에서 비교적으로 소수의 역할을 맡았다. 의회의 미국의 대중은 유럽에 의한 전쟁의 빚이 미국에 지불할 의무가 있다고 믿었으나 유럽은 내지를 못하였다. 후버는 그해 빚들에 18개월 지불 유예령을 세웠으나 유럽의 나라들 마저 채무를 이행하지 않았다. 오스트리아에서 가장 큰 은행이 실패하였고, 곧 영국은 금본위제를 포기하였다. 후버는 프랑스의 원조와 함께 국제 금본위제를 유지하는 시도에 자신의 에너지를 낭비하였다. 대공황은 더욱 악하게 자랐다.
항상 퀘이커의 전쟁 반재 주의에 의하여 영향을 받은 후버는 국제적 군비 축소를 옹호하였다. 1930년에 열린 런던 해군 군축 회담은 태평양에서 효과적으로 군비의 균형을 안정시킨 1921년 ~ 22년의 워싱턴 해군 군축 조약의 일을 넓히는 시도를 하였다. 런던 회담은 더욱 나아가서의 어떤 군비 경쟁의 연기에 성취를 이루었으나 1932년 제2차 제네바 군축 회담과 더불어 1931년 9월 일본의 만주 침략에 의하여 증거로서 증명된 일본제국주의에 대항하는 데 두드러지게 비효과적이었다.
후버와 헨리 스팀슨 국무 장관은 일본제국주의에 미국의 응답을 대하는 데 달랐다. 후버는 인내심을 조언하여 지배적인 중국인의 문화가 최후적으로 침략자들을 동화하거나 쫓아낼 것이라는 자신의 경험으로부터 주장하였다. 스팀슨은 더욱 호전적이었고 국제 연맹을 통하여 세계의 제재들을 후원하는 데 숙고하였다. 그들은 함께 1932년 1월 후버-스팀슨 독트린을 공표하여 개방 정책으로 아무 협정의 반대에 인정하는 데 미국의 거부를 공고하였다. 이 일로 대통령은 일본에 여론의 탐조등을 비출 것이라고 희망하였다.

### 워싱턴 D. C.에 보너스 아미 행렬
거의 아무것도 일어나지 않은 백악관에서 후버의 최종의 세월은 잘 되어갔다. 정치적 견해의 최악의 사건은 1932년 보너스 아미의 행렬이었다. 5월 워싱턴 D. C.에 내려간 제1차 세계 대전의 1만 5천명의 베테랑들이 1945년까지 분배를 위하여 예정이 잡히지 않은 군인들의 보너서의 이른 지불을 요구하기 위해서였다. 베테랑들, 극소수를 제외한 평화적 항의자들은 버려진 빌딩과 애너코샤 플래츠에 있는 텐트들에 정착하였다. 그들은 국회의사당과 백악관 앞에서 행렬을 하였고, 상원이 6월 보너스에 62 대 18로 투표할 때 베테랑들의 대부분은 연방적 비용에 집에 갔으나 대략 1만 명은 머물렀다.
상원이 그것 대로 투표했을 때 네브래스카주의 노리스 상원과 의원 피오렐로 라과디아와 뉴욕주 지사 프랭클린 D. 루스벨트 같은 자유주의자들의 조언에 이어 많은 의원들은 국회의사당의 지하 회의장을 통하여 탈출에 의한 베테랑들을 맞서는 데 거부하였다. 7월 후순까지 후버는 어떤 위생 시설, 의류와 식량 등을 마련하는 것을 제외하고는 아무것도 하지 않았다. 7월 28일 어떤 베테랑들은 정부의 건물들의 작은 다운타운 지역으로부터 퇴거되었다. 건물들은 실업자들을 위하여 직업들을 마련하는 공공 사업 프로젝트를 위하여 방향을 만드는 데 파괴를 위하여 예정이 잡혀 왔다. 한명의 베테랑이 사망한 폭동이 뒤이어 일어날 때 컬럼비아 특구의 행정관들은 미국 육군으로부터 도움을 청하였다. 더글러스 맥아더 장군이 중비적으로 의무가 지어졌다.
후버는 맥아더에게 구역의 중심으로부터 베테랑들을 옮기는 데 명확한 명령들을 내렸고, 군인들도 그렇게 하여 기병들을 장악하고 최루 가스의 통을 들었다. 그러나 후버의 명령들의 직접적인 위반 행위에서 긴급한 맥아더는 애너코샤 플래츠에 있는 그들의 아까운 야영지로부터 베테랑을 메릴랜드주의 시골로 몰아냈다. 더욱 잔혹하게 보일 수 있던 여론의 이익을 위하여 아무 사건도 일어나지 않았다. 후버는 비밀적으로 자신의 참모를 질책하였으나 두려워 하는 공공적 불안정이 대통령이 핑계를 가져간 것으로 알려진 반항 행위가 되어야 했었다. 이어서 둘다는 공산주의자들과 범죄자들이 베테랑들의 나머지 사이에 숙고적인 힘을 얻어 온 아이디어에 매혹하게 되었다. 이 사건은 대통령의 일부에 정치적 권리에 전환의 특정을 지었고, 그의 최종의 정치적 실패였다.

후버와 프랭클린 D. 루스벨트 사이의 결과를 보여주는 1932년 미국 대통령 선거 지도

민주당 대통령 후보 프랭클린 D. 루스벨트가 베테랑들의 불온 집회에 관하여 듣고 자신의 조언자 펠릭스 프랭크퍼터에게 "그래, 펠릭스, 이 일이 나를 선출할 것이야."라고 말하였다. 그러나 뉴욕주의 주민인 그는 쉬운 승자로서 아직 넓게 지각하지 않아 기회에 아무것도 남기지 않았다. 그는 지칠 줄도 모르면서 선거 운동을 벌였다. 아직 그의 연설들의 목차는 대통령 소유의 전망들로부터 겸손하게 틀렸다. 1932년 최소에 그들 사이의 대조는 더욱 정치적보다 개인적이었다. 루스벨트는 국가에서 자신감과 안정의 의식 - 상속받은 부유와 함께 온 품질을 스며들게 할 수 있었다. 성공적인 자율의 공학자 후버는 대공황에서 부끄러움을 제외한 좋은 시간들에 자본주의의 좋은 일하는 상태로 증언이었다. 어려운 세월들은 후버가 일을 한 모든 것을 조롱하였다. 그리고 그는 루스벨트를 대통령으로서 다른 종류의 당파들을 연합하고, 공동체의 타고난 균형에 힘을 주는 데 허용한 깊이 뿌리를 둔 보수주의의 일종에 부족하였다.

## 1932년 선거와 이후의 세월

취임식으로 향하는 루스벨트와 함께 (1933년)

1932년으로 봐서 그가 경제와 함레 방해된 만큼 후버가 멀리 사라진 것으로 보였다. 그의 따분한 연설들은 그의 기록의 구제받지 못한 방어였고, 그는 유질 처분을 피하는 데 주택 융자의 국내적 시스템 같은 값의 요구의 확실한 입법을 의회에 핑계를 대었다. 10월 31일 뉴욕에 있는 매디슨 스퀘어 가든에서 그는 탄핵 연설로 발포하여 그는 관세 없이 "잔디는 수백개의 도시들, 수천개의 촌들의 거리들에 자랄 것이며, 잡초들이 수백만개의 농장들의 필드에 퍼질 것입니다... 그들의 교회들과 교장 사택들은 쇠퇴할 것입니다."라고 말하였다. 농업부 장관 아서 하이드는 두려움에 아직도 더욱 뻔뻔스러운 호소를 해방놓아 "만약 루스벨트가 선출된다면 수억만명의 미국인들의 주택과 생활들이 위험성에 놓일 것이다"라고 말하였다.
1932년 여름과 가을 일찍이 어떤 향상을 보이는 사실에 있었다. 주식 가격은 날카롭게 오르고, 은행의 실패들은 쇠퇴하였고, 후버는 루스벨트의 선거가 진행 중이던 회복을 실패하였다고 항상 주장하였다. 공화당원들에 의하면 정치 공백 기간 동안 후버와 협동하는 데 거부하면서 뉴욕주 출신은 회복을 끝내는 데 위협에 놓였다.
선거 후에 은행 시스템이 파산을 향하여 폭락하였다. 10월 31일의 시작에 네바다주의 은행들은 6주 동안 문을 닫았다. 실업률은 노동력의 20%보다 더 높게 증가하였다. 많은 농부들은 자신들의 대지를 잃었다. 장기적 정치 공백 기간에 후버는 균형이 잡힌 예산을 주창하고, 은행업에 법률들을 바꾸고, 금본위제에 머물면서 루스벨트를 자신에게 가입하는 설득을 시도하였다. 대통령 당선자는 자신을 위탁으로부터 자제하였다. 이 둘은 11월 22일 백악관에서 만날 때 그들은 표면적으로 친근감을 가졌다. 그러나 후버는 국제적 재정의 복잡성을 이해하는 데 루스벨트가 지적으로 불가능한 줄로 알았다.
1월 수순에 경보와 함께 무분별한 주요 은행의 폐문의 국가를 체웠다. 2월 중순에 미시간주에서 은행들이 8일 동안 문을 닫았다. 예금액들에서 은행이 7천 3백만 달러를 잃을 때 그달 말에 당황이 다가왔다. 후버는 어떤 은행들의 예금액들을 보증하는 약속으로 루스벨트를 비성공적으로 얻는 시도를 하였으나 신임의 대통령은 아무 공동의 해결에 참가하는 데 거부하였다. 긴급 은행 휴일과 루스벨트의 백일의 은행 입법이 후버와 그의 측근에 의하여 정통적 기간들에 드래프트되어왔다. 취임식의 날 3월 4일 토요일 아직 햇빛의 광선이 날씨로 난입할 때 바람이 비의 돌풍을 날렸다. 국가는 후버와 함께 회색의 바람과 루스벨트와 햇빛을 감정한 것을 제외하고 도울 수가 없었다.
후버는 직무를 떠난 후 3개의 10년간의 세월을 위하여 살았다. 뉴욕의 월도프 타워스에서 자신의 일행으로부터 그는 고립주의, 공화 주의, 보수주의와 자선 행위를 설교하였다. 그는 뉴딜에서 공산주의와 파시즘의 위협을 보았으나 그 많은 뚜렷한 법률들을 찬성하였다. 1945년 그는 원자 폭탄의 사용에 대항하는 유도법에 연설하면서 "이것과 독가스의 이용 사아의 단 하나의 다른 점은 보복의 두려움이다."고 말하였다. 1940년대 후반에 그는 공공적 생활로 돌아가 진상 조사의 국제적 구제 여행에 해리 트루먼 대통령을 섬기고, 그러고나서 정부 행정 지부 기구 위원회(후버 위원회)의 의장을 지냈다. 저축에 그의 많은 추천들이 채택되었다. 그는 드와이트 D. 아이젠하워 대통령 아래 비슷한 위원회의 의장을 맡았으나 적은 긍정적 결과들과였다.
1964년 10월 20일 뉴욕에서 내출혈로 사망하였다.

## 역대 선거 결과
| 선거명      | 직책명        | 대수 | 정당   | 득표율 | 득표수 (선거인단)    | 결과 | 당락 |
| ----------- | ------------- | ---- | ------ | ------ | -------------------- | ---- | ---- |
| 1928년 선거 | 미국의 대통령 | 31대 | 공화당 | 58.22% | 21,437,277표 (444명) | 1위  |      |
| 1932년 선거 | 미국의 대통령 | 32대 | 공화당 | 39.64% | 15,760,684표 (59명)  | 2위  | 낙선 |

## 같이 보기
- 진보 시대
- 광란의 20년대